# Бруно фон Валбек
Бруно фон Валбек (на немски: Bruno von Walbeck; * ок. 1000, † 10 февруари 1055) от фамилията на графовете на Гозек, е епископ на Минден (1037 – 1055).

## Живот
Той е най-малкият син на пфалцграфа на Саксония Бурхард I фон Гозек († 1017) и Ода от Мерзебург († 1045), дъщеря и наследничка на пфалцграф Зигфрид II фон Мерзебург († сл. 980). Брат е на Зигфрид († 15 април 1038), пфалцграф на Саксония (1017 – 1038), и Фридрих I († 1042), пфалцграф на Саксония (1038 – 1042).
Баща му е много почитан от император Хайнрих II и през 1009 г. се застъпва за Вернер фон Валбек († 1014) да запази маркграфството си Северна марка.
Бруно фон Валбек е кралски каплан. През 1036 г. той става домхер в Магдебург. За да отстрани влиянието на Билунгите по-късният император Хайнрих III го поставя на 5 май 1037 г. за епископ на Минден след епископ Зигеберт фон Минден (1022 – 10 октомври 1036). Той започва службата си на 29 май 1037 г.
През 1042 г. Бруно фон Валбек основава бенедиктинския манастир „Св. Маурициус“ над Везер в Минден. Той умира след 17.6 години на 10 февруари 1055 г. и е погребан в „Св. Маурициус“ в Минден. След него епископ става Егилберт от Бавария (1055 – 1 декември 1080).